# دون ليو جوناثان
دون ليو جوناثان (بالإنجليزية: Don Leo Jonathan)‏ هو مصارع هاوي أمريكي، ولد في 29 أبريل 1931 في هوريكان في الولايات المتحدة، وتوفي في 13 أكتوبر 2018 في لانغلي في كندا.

## وصلات خارجية
- دون ليو جوناثان على موقع CageMatch worker (الإنجليزية)
- دون ليو جوناثان على موقع قاعدة بيانات المصارعة على الإنترنت (الإنجليزية)
- دون ليو جوناثان على موقع عالم المصارعة على الإنترنت (الإنجليزية)
- دون ليو جوناثان على موقع IMDb (الإنجليزية)
- دون ليو جوناثان على موقع قاعدة بيانات الفيلم (الإنجليزية)